# Coplin Plantation
Coplin Plantation es una plantación ubicada en el condado de Franklin en el estado estadounidense de Maine. En el censo de 2010 tenía una población de 166 habitantes y una densidad poblacional de 1,94 personas por km².

## Geografía
Coplin Plantation se encuentra ubicada en las coordenadas 45°5′38″N 70°28′13″O / 45.09389, -70.47028. Según la Oficina del Censo de los Estados Unidos, Coplin Plantation tiene una superficie total de 85.58 km², de la cual 85.58 km² corresponden a tierra firme y (0%) 0 km² es agua.

## Demografía
Según el censo de 2010, había 166 personas residiendo en Coplin Plantation. La densidad de población era de 1,94 hab./km². De los 166 habitantes, Coplin Plantation estaba compuesto por el 98.8% blancos, el 0% eran afroamericanos, el 0.6% eran amerindios, el 0% eran asiáticos, el 0% eran isleños del Pacífico, el 0% eran de otras razas y el 0.6% pertenecían a dos o más razas. Del total de la población el 0% eran hispanos o latinos de cualquier raza.